# Nanc-lès-Saint-Amour
Nanc-lès-Saint-Amour – miejscowość i dawna gmina we Francji, w regionie Burgundia-Franche-Comté, w departamencie Jura. W 2013 roku jej populacja wynosiła 317 mieszkańców.
W dniu 1 kwietnia 2016 roku z połączenia trzech ówczesnych gmin – L’Aubépin, Chazelles oraz Nanc-lès-Saint-Amour – utworzono nową gminę Les Trois Châteaux. Siedzibą gminy została miejscowość Nanc-lès-Saint-Amour.